# Трансильванія (округ, Північна Кароліна)
Шаблон:StateAbbr_ 35°12′ пн. ш. 82°48′ зх. д. / 35.2° пн. ш. 82.8° зх. д.
Округ  Трансильванія (англ. Transylvania County) — округ (графство) у штаті  Північна Кароліна, США. Ідентифікатор округу 37175.

## Історія
Округ утворений 1861 року.

## Демографія
За даними перепису 
2000 року 
загальне населення округу становило 29334 осіб, зокрема міського населення було 11031, а сільського — 18303.
Серед мешканців округу чоловіків було 14115, а жінок — 15219. В окрузі було 12320 домогосподарств, 8666 родин, які мешкали в 15553 будинках.
Середній розмір родини становив 2,74.
Віковий розподіл населення поданий у таблиці:
| Стать    | До 15 років | 15-21 | 22-29 | 30-39 | 40-49 | 50-65 | 65-85 | Понад 85 |
| -------- | ----------- | ----- | ----- | ----- | ----- | ----- | ----- | -------- |
| Чоловіки | 2467        | 1437  | 1162  | 1600  | 1917  | 2750  | 2586  | 196      |
| Жінки    | 2335        | 1256  | 1088  | 1749  | 2108  | 3182  | 3007  | 494      |

## Суміжні округи
- Банком — північний схід
- Гендерсон — схід
- Грінвілл, Південна Кароліна — південний схід
- Пікенс, Південна Кароліна — південь
- Оконі, Південна Кароліна — південний захід
- Джексон — захід
- Гейвуд — північний захід

## Виноски
1. ↑  U.S. Decennial Census. United States Census Bureau. Процитовано 20 січня 2015.
2. ↑  Historical Census Browser. University of Virginia Library. Архів оригіналу за 11 серпня 2012. Процитовано 20 січня 2015.
3. ↑  Forstall, Richard L., ред. (27 березня 1995). Population of Counties by Decennial Census: 1900 to 1990. United States Census Bureau. Процитовано 20 січня 2015.
4. ↑  Census 2000 PHC-T-4. Ranking Tables for Counties: 1990 and 2000 (PDF). United States Census Bureau. 2 квітня 2001. Процитовано 20 січня 2015.
5. ↑  State & County  QuickFacts.(англ.) Наведено за англійською вікіпедією.
6. ↑  American FactFinder. Бюро перепису населення США. Архів оригіналу за 26 лютого 2012. Процитовано 31 січня 2008. [Архівовано 2008-05-21 у Wayback Machine.]

| США | Це незавершена стаття з географії США. Ви можете допомогти проєкту, виправивши або дописавши її. |